# Phaedria moderata
Phaedria moderata är en fjärilsart som beskrevs av Walker 1855. Phaedria moderata ingår i släktet Phaedria och familjen ädelspinnare. Inga underarter finns listade i Catalogue of Life.